# Pumpernickel (Rennpferd)
Pumpernickel war ein deutsches Rennpferd. Der englische Vollblut-Hengst siegte 1887 als Dreijähriger  im klassischen St.-Leger-Rennen.

## Züchterischer Hintergrund
Der Braune Pumpernickel wurde im Jahr 1884 als Sohn des Deckhengstes Chamant und der Mutterstute Pulcherrima im Königlichen Hauptgestüt Graditz geboren.
Seine Mutter Pulcherrima wurde 1873 in England geboren und als vierjährige Stute von der preußischen Staatsregierung importiert. Sie kam ins Gestüt nach Graditz, seit 1866 alleinige staatliche Zuchtstätte des Englischen Vollbluptpferdes in Preußen.
Die Beadsman-Tochter brachte 17 Fohlen auf die Welt. Zu ihnen zählten unter anderem Potrimpos (1883, von Chamant), der 1886 das Deutsche Derby und das Henckel-Rennen gewann und zweijährig bereits im Ratibor-Rennen und im Sierstorpff-Rennen erfolgreich war. Der im Jahr 1882 geborene Picollos  (ebenfalls Chamant) gewann das Deutsche St. Leger und gilt damit wie seine jüngeren Brüder als klassischer Sieger.

## Rennlaufbahn
Pumpernickel wurde von Richard Waugh trainiert. Er gewann im Jahr 1886 das Ratibor-Rennen, eine wichtige Prüfung für zweijährige Pferde über 1.200 m. Im Sattel saß Harry Jeffery.
Als Dreijähriger war er sowohl im deutschen St. Leger als auch im ungarischen St. Leger erfolgreich. Im Oktober 1887 gewann er zudem das Alexander-Rennen, das in Frankfurt am Main gelaufen wurde.

## Nachkommen
Pumpernickel vererbte seine Klasse offenbar zuverlässig, denn trotz einer geringen Anzahl an Nachkommen gewannen mehrere seiner Söhne wichtige Rennen.
Flunkermichel (geb. 1894) gewann im Jahr 1897 den Großen Hansa-Preis und das Deutsche Derby, in dem mit Wolkenschieber (1894) ein weiterer Pumpernickel-Sohn Dritter wurde. Wolkenschieber war als Zweijähriger ein überaus erfolgreiches Rennpferd, der das Hamburger Criterium, das Sierstorpff-Rennen in Hoppegarten, das Zukunftsrennen in Baden-Baden und schließlich das Ratibor-Rennen, ebenfalls in Hoppegarten, gewann. Seine Tochter Wolkenhuhn (geb. 1895) gewann 1897 den Oktober-Preis für Zweijährige in Frankfurt und wurde im folgenden Jahr Zweite im Preis der Diana.

## Ehrungen
Auf dem Besucherparkplatz der Galopprennbahn Hoppegarten erinnert ein Gedenkstein an den Hengst Pumpernickel, der hier große Erfolge feierte.